# 마이크로초
마이크로초(microsecond, μs) 또는 마이크로세컨드는 백만 분의 1초를 가리키는 말이다.
{\displaystyle {{1} \over {1,000,000}}us}

## 공학적인 사용예
예를 들어 공학에서 250Hz(s)의 속도를 갖는다면
{\displaystyle {{1s} \over {250Hz}}=4,000us}
4,000마이크로세컨즈의 속도를 의미한다.

## 같이 보기
- 헤르츠